# Halfrijm
Halfrijm is gelijkheid van klank (rijm), ofwel door gelijkheid van de klinkers van de beklemtoonde lettergrepen (assonantie of klinkerrijm), ofwel door gelijkheid van de medeklinkers (acconsonantie of medeklinkerrijm).
Assonantie
- kinderen - verslingeren
- bewegen - lepel
- diep - niet
- lief - diep

Acconsonantie
- gelaten - belezen
- wordt - wakker